# مرجان محمدی
مرجان محمدی (زادهٔ ۲۱ آذر ۱۳۴۸، تهران) مترجم و مدرس زبان انگلیسی است.

## زندگی
مرجان محمدی، مترجم و مدرس زبان انگلیسی، در سال ۱۳۴۸ در تهران به دنیا آمد. او فارغ‌التحصیل کارشناسی مترجمی زبان انگلیسی و کارشناسی‌ارشد زبانشناسی همگانی است. مرجان محمدی ترجمه چند اثر از جمله سه‌گانه مریلین رابینسون نویسنده معاصر آمریکایی مانند گیلیاد، خانه‌داری، لی‌لا و خانه را در کارنامه دارد.

## ترجمه‌ها
- عنوان: لی‌لا/ مریلین رابینسون/ (تهران: نشر قطره) شابک:۹۷۸-۶۰۰-۱۱۹-۸۶۲-۵[۸]
- عنوان: گیلیاد/ مریلین رابینسون/ (تهران: نشر آموت) شابک:۹۷۸-۶۰۰-۸۶۲۵-۶۲-۹[۹]
- عنوان: خانه/ مریلین رابینسون/ (تهران: نشر آموت) شابک:۹۷۸-۶۰۰-۵۹۴۱-۶۵-۴[۱۰]
- همهمه زمان، جولین بارنز،انتشارات نفیر، چاپ اول ۱۳۹۵
- عنوان: همسر مسافر زمان/ ادری نیفنگر/ (تهران: کتابسرای تندیس) شابک:۹۷۸-۶۰۰-۱۱۹-۹۰۳-۵[۱۱]
- عنوان: خانه‌داری/ مریلین رابینسون/ (تهران: نشر آموت) شابک:۹۷۸-۶۰۰-۸۶۲۵-۲۰-۹[۱۲]
- فقط یک بار به دنیا می‌آییم، دان برسلین، انتشارات لیوسا، چاپ سوم ۱۳۸۹
- به سوی تندرستی، جیلیان مک کیت، نشر آسیمه، چاپ اول ۱۳۸۶
- عنوان: استونر/ جان ادوارد ویلیامز/ (تهران: نشر قطره) شابک:۹۷۸-۶۰۰-۱۱۹-۹۰۳-۵[۱۳]